# François Guizot
François Pierre Guillaume Guizot (Nîmes, 4 ottobre 1787 – Abbazia di Val-Richer, 12 settembre 1874) è stato un politico e storico francese.

## Biografia

### Le origini

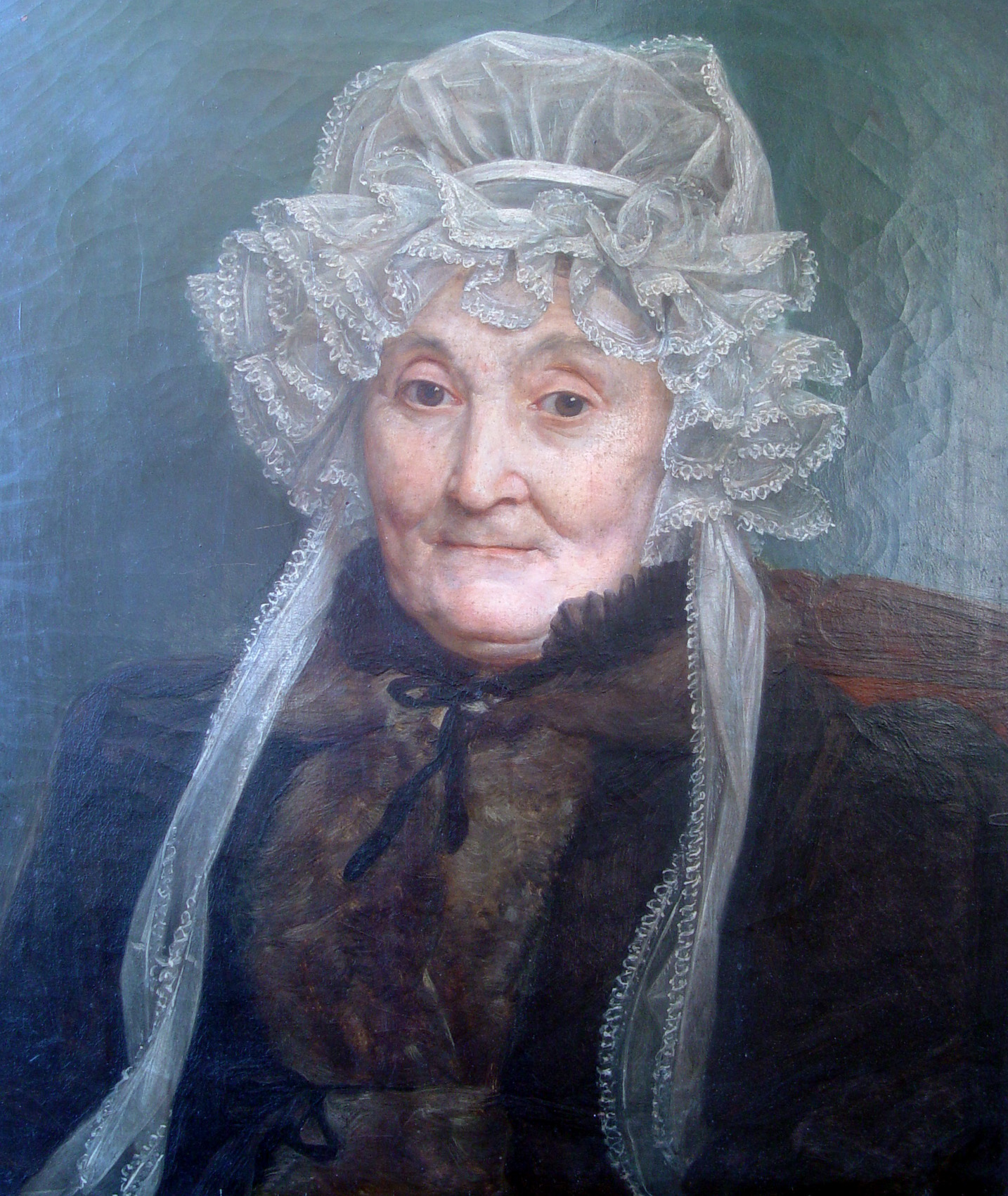
Ritratto di Elisabeth Sophie Bonicel

Nacque a Nîmes da una famiglia borghese ugonotta. I suoi genitori si sposarono segretamente con rito cattolico. L'8 aprile 1794 suo padre Andrea Guizot, accusato di federalismo fu giustiziato a Nimes nel pieno del Terrore. Da questo momento fu sua madre, Elisabeth Sophie Bonicel, a occuparsi della sua educazione. Era una donna fisicamente fragile, dai modi semplici ma con una grande forza di carattere.
Era una tipica ugonotta, fortemente credente e rigidamente fedele ai suoi princìpi, e animata da un forte senso del dovere. Su questi princìpi ella modellò il carattere del figlio, della cui vita condivise tutte le vicissitudini. Esiliati da Parigi durante la Rivoluzione, si rifugiarono a Ginevra, dove il Guizot fu educato secondo i princìpi liberali di Jean Jacques Rousseau. Secondo le teorie pedagogiche dell'Emilio del Rousseau, il giovane Guizot dovette anche imparare un lavoro manuale. Fu così che apprese il mestiere di falegname e costruì egli stesso un tavolo che conservò sempre. Tuttavia Guizot nella sua autobiografia "Ricordi del mio tempo" omette tutti i dettagli della sua infanzia.
Quando Guizot era al culmine del suo potere politico la figura di sua madre, sempre abbigliata in rigido lutto, era al centro dei circoli politici. Esiliato Guizot, nel 1848, la madre lo seguì a Londra, dove morì in età avanzata. La sua tomba è a Kensal Gren.

### L'arrivo a Parigi

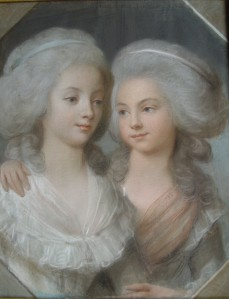
Pauline e Henriette de Meulan

All'età di 18 anni Guizot si recò a Parigi per completare la sua educazione presso la facoltà di giurisprudenza. Fu assunto come tutore nella casa di Philippe Alfred Stapfer, ex ministro di origine svizzera. Incominciò a scrivere per il giornale "Il Pubblicista" edito da Jean Baptiste Suard, attività che lo introdusse nei circoli letterari parigini.
Nell'ottobre del 1809 a 22 anni la sua critica teatrale su "I Martiri" di François-René de Chateaubriand gli valse il ringraziamento dell'autore. In casa dell'editore del giornale conobbe Pauline de Meulan, una donna più grande di lui di 14 anni: aristocratica liberale, costretta dalla Rivoluzione a guadagnarsi la vita con la letteratura e che doveva scrivere una serie d'articoli per il "Pubblicista". Costretta da una malattia a interrompere la sua collaborazione, gli articoli ripresero a essere pubblicati da un ignoto redattore che si scoprì essere lo stesso Guizot. Questa collaborazione con la Meulan, autrice di numerosi lavori sull'educazione femminile, si trasformò in amicizia e poi in amore che portò al matrimonio nel 1812.
Pauline morì nel 1827. La coppia ebbe un unico figlio nato nel 1819 e morto nel 1837 di tisi. Nel 1828 Guizot sposò Elisa Dillon, nipote della sua prima moglie e anche lei scrittrice che morì nel 1833, lasciando un figlio, Maurice Guillaume (1833-1892) che acquistò fama di dotto intellettuale e scrittore, e le figlie Henriette (1829–1908) e Pauline (1831–1874).

### La politica
Conosciuto per le sue opere letterarie ebbe una cattedra di storia moderna alla Sorbona durante l'Impero napoleonico e cominciò ad essere noto negli ambienti politici liberali. È con la restaurazione che iniziò la sua carriera politica. Fra il 1826 e il 1830 pubblicò una serie di opere dedicate alla storia della Francia e dell'Inghilterra che gli dettero fama di storico.
Nel gennaio del 1830 fu eletto deputato di Lisieux e svolse una decisa opposizione alla monarchia di Carlo X andando le sue preferenze politiche verso un regime monarchico parlamentare. Sostenne Luigi Filippo d'Orleans che divenuto re dei francesi scelse Guizot come ministro degli interni (1830) e in seguito come Ministro della Pubblica Istruzione (1832-1836) che rinnovò nelle sue strutture. Durante questo periodo fece una politica di forte opposizione ad Adolphe Thiers.
Dopo il ritiro di Thiers al governo fu nominato il generale Soult ma fu Guizot il vero leader (1840-1847). Sostenitore della pace realizzò l'alleanza di riconciliazione con l'Inghilterra di Sir Robert Peel superando la contrarietà di Palmerston che riteneva che la Francia dovesse rimanere debole nell'ottica di una futura guerra. Quando Lord Palmerston fu sostituito da Lord Aberdeen trovò in Guizot un diplomatico desideroso di pace e amante della cultura come lui che portò alla stipulazione di un accordo tra le due nazioni liberali europee realizzando quella che per la prima volta fu chiamata l'"intesa cordiale" ("Entente cordiale")
Il ritorno del Palmerston, antifrancese, alla caduta del governo Peel e la prima guerra carlista (1833-1846) mandano in frantumi l'alleanza franco-inglese e determinano lo spostamento della politica estera di Guizot verso l'Austria di Metternich.
Divenuto presidente del consiglio nel 1847, alla vigilia della Rivoluzione europea del 1848, rimase al potere ben poco tempo ma egli riuscì comunque a influenzare la politica del suo tempo raccogliendo attorno alla sua persona un "partito conservatore" che cercava di mantenere un equilibrio tra una democratizzazione della società e un ritorno alla rivoluzione.

### La politica economica
Si sforzò di creare le condizioni più favorevoli per il progresso economico della Francia sviluppando innanzitutto l'agricoltura, i commerci e la finanza. Al contrario di quelli che come Saint-Simon sostenevano la necessità di una crescita del sistema industriale, Guizot pensava che l'industrializzazione fosse da evitare poiché essa comportava la formazione di un proletariato operaio che riteneva classe instabile e politicamente pericolosa.
Ciò nonostante proprio durante il suo governo la Francia s'industrializzò come non mai:
- fu favorita la raccolta di capitali con la fondazione di varie centinaia di casse di risparmio su tutto il territorio nazionale;
- si ebbe una forte accelerazione dei lavori infrastrutturali come strade, canali, ferrovie. Nel 1842 Guizot con una sua legge dà alla Francia una rete ferroviaria che s'incrementa in sei anni dagli iniziali 570 chilometri a circa 1900 chilometri.
- La legislazione sul lavoro fu quasi messa da parte. Le industrie poterono comprimere i salari e licenziare a loro piacimento a seconda delle fluttuazioni del mercato. Guizot rese obbligatorio il libretto di lavoro che i lavoratori dovevano obbligatoriamente presentare quando cambiavano lavoro: il che permetteva ai datori di lavoro di escludere quelli che erano ritenuti cattivi lavoratori e soprattutto gli agitatori.

In quindici anni, le produzioni del ferro e del carbone raddoppiarono e il numero delle macchine a vapore industriali fu moltiplicato per otto.

### Le idee politiche ed economiche
Guizot era un conservatore liberale in politica ma contrario ai principi del libero scambio in economia. Il liberismo infatti era una teoria economica inglese con la quale l'Inghilterra favoriva i suoi interessi. L'agricoltura francese invece andava protetta e d'altronde erano gli stessi industriali che spingevano il governo a togliere le tariffe doganali.
Per Guizot i problemi ai quali la Francia doveva far fronte non erano economici ma soprattutto politici e sociali. Egli pensava che dopo cinquant'anni di guerre e rivoluzioni a partire dal 1789, il paese si trovava in una grande confusione diviso tra due estremi: da una parte i monarchici, nostalgici dell'Ancien Regime che non avevano mai perso la speranza di restaurare l'ordine feudale e dall'altra i repubblicani di cui alcuni pensavano di poter instaurare una repubblica con la rivoluzione. Egli riteneva che i liberali avessero il compito di creare una società libera e pacifica senza rinunciare ai grandi meriti della Rivoluzione e soprattutto d'assicurare la preminenza della borghesia sull'aristocrazia. Egli giudicava la Rivoluzione francese come uno scontro di interessi contrapposti: il terzo stato contro gli ordini privilegiati, poi la plebe contro i borghesi. Si trattava di una lotta tra classi di cui l'esito avrebbe stabilito durevolmente il senso della Storia.
Fu Guizot per primo a parlare di lotta di classe che in seguito Marx avrebbe teorizzato. Egli è considerato il padre della storiografia d'indirizzo economico sociale. Riteneva che mentre il proletariato fosse destinato a svolgere un ruolo dominante, gli operai d'origine contadina, invece dovessero rimanere nel ruolo subalterno che la società assegnava loro: essi avevano perso i legami con la terra, si erano declassati e dunque non potevano essere ritenuti cittadini responsabili. Riprendendo le teorie politiche della Grecia antica pensava che la democrazia è una cosa troppo seria perché degli irresponsabili potessero avere il diritto di dire la loro. Il diritto di voto andava riservato a coloro che avessero delle proprietà e pagassero le tasse e quindi si assumessero la responsabilità dei loro comportamenti.
Nonostante queste sue idee sulla società bisogna sottolineare che Guizot fece approvare nel 1841 una legge che proibiva il lavoro dei bambini nella manifattura al di sotto degli otto anni e che egli si batté a più riprese per l'abolizione della schiavitù nelle colonie riuscendo nel 1844 a far accettare questo principio dall'Assemblea nazionale. Nel 1845 e nel 1846 il problema fu dibattuto ma senza arrivare a stabilire in pratica le modalità dell'emancipazione. Infatti la legge prevedeva la fine della schiavitù ma non stabiliva quando. Saranno i repubblicani nel 1848 a determinare la fine definitiva della schiavitù.
La fine della carriera politica di Guizot nel 1848 fu dovuta alla sua ostinazione nel non far modificare la legge elettorale.

### La fine della sua vita
In esilio in Inghilterra egli si dedicò di nuovo al suo lavoro di storico trattando soprattutto i temi della Rivoluzione francese e della Prima rivoluzione inglese. Perso quello di politico europeo acquisì in questo modo il ruolo di storico, filosofo e osservatore del suo tempo. Il suo lavoro di scrittore gli permise di vivere gli ultimi anni della sua vita in un agiato ritiro dove continuò la sua opera di divulgatore storico sino alla sua morte avvenuta il 12 settembre del 1874

## Curiosità

### "Arricchitevi...": la polemica
Rari sono nella storia gli uomini di stato che restano famosi per le loro formule retoriche. Guizot fa parte di questi. Il suo "Arricchitevi..." è stato considerato un invito polemico a raggiungere questo obiettivo senza badare a scrupoli.
La maggior parte degli storici però ritiene che questa espressione non sia completa. La frase intera pronunciata nel 1840 sarebbe:"  Rischiate, arricchitevi, migliorate la condizione morale e materiale della nostra Francia"  per replicare ai suoi detrattori che gli rimproveravano di voler riservare il diritto di voto solo a chi raggiungesse un reddito superiore a 300 franchi.
In effetti l'esatta citazione non è stata mai trovata e probabilmente fu creata dai suoi nemici politici che se ne servirono contro di lui.

### Académie française
François Guizot fu eletto all'Accademia di Francia il 28 aprile 1836. Dopo la sua morte fu sostituito con Jean-Baptiste Dumas.

## Opere
- Dictionnaire des synonymes de la langue française (1809)
- De l'état des beaux-arts en France (1810)
- Annales de l'éducation, (1811-1815, 6 voll.)
- Vie des poètes français du siècle de Louis XIV (1813)
- Quelques idées sur la liberté de la presse (1814)
- Du gouvernement représentatif de l'état actuel de la France (1816)
- Essai sur l'état actuel de l'instruction publique en France (1817)
- Du gouvernement de la France depuis la Restauration. Des conspirations et de la justice politique (1820)
- Des moyens de gouvernement et d'opposition dans l'état actuel de la France. Du gouvernement de la France et du ministère actuel. Histoire du gouvernement représentatif en Europe, (1821, 2 voll.)
- De la souveraineté (1822)
- De la peine de mort en matière politique (1822)
- Essai sur l'histoire de France du Ve au Xe siècle (1823)
- Histoire de Charles Ier, (1827, 2 voll.)
- Histoire générale de la civilisation en Europe (1828)
- Histoire de la civilisation en France, (1830, 4 voll.)
- Le presbytère au bord de la mer (1831)
- Rome et ses papes (1832)
- Le ministère de la réforme et le parlement réformé (1833)
- Essais sur l'histoire de France (1836)
- Monk, étude historique (1837)
- De la religion dans les sociétés modernes (1838)
- Vie, correspondance et écrits de Washington (1839)-(1840)
- Washington (1841)
- Madame de Rumfort (1842)
- Des conspirations et de la justice politiques (1845)
- Des moyens de gouvernement et d'opposition dans l'état actuel de la France (1846)
- M. Guizot et ses amis. De la démocratie en France (1849)
- Pourquoi la révolution d'Angleterre a-t-elle réussi? Discours sur l'histoire de la révolution d'Angleterre (1850)
- Études biographiques sur la révolution d'Angleterre. Études sur les beaux-arts en général (1851)
- Shakespeare et son temps. Corneille et son temps (1852)
- Abélard et Héloïse (1853)
- Édouard III et les bourgeois de Calais (1854)
- Histoire de la république d'Angleterre, (1850, 2 voll. - Bruxelles Soc Typographique Belge Sir Robert Peel)
- Histoire du protectorat de Cromwell et du rétablissement des Stuarts, (1856) 2 vol.
- Mémoires pour servir à l'histoire de mon temps, (1858-1867, 8 voll.)
- L'amour dans le mariage (1860)
- L'Église et la société chrétienne en (1861). Discours académiques (1861)
- Un projet de mariage royal (1862)
- Histoire parlementaire de France, recueil de discours, (1863, 5 voll. - Trois générations)
- Médiations sur l'essence de la religion chrétienne (1864)
- Guillaume le Conquérant (1865)
- Méditations sur l'état actuel de la religion chrétienne (1866)
- La France et la Prusse responsables devant l'Europe (1868)
- Méditations sur la religion chrétienne dans ses rapports avec l'état actuel des sociétés et des esprits. Mélanges biographiques et littéraires (1868)
- Mélanges politiques et historiques (1869)
- L'histoire de France depuis les temps les plus reculés jusqu'en 1789 (1870-1875, 5 voll.)
- Le duc de Broglie (1872)
- Les vies de quatre grands chrétiens français (1873)